# ビル・ジョイ
ウィリアム・ネルソン・ジョイ（William Nelson Joy, 1954年11月8日 - ）、通称ビル・ジョイ（Bill Joy）は、アメリカ合衆国のコンピュータ科学者でありコンピュータ技術者。KPCB パートナー。元サン・マイクロシステムズチーフサイエンティスト。BSD開発の初期にまとめ役として働き、viテキストエディタを開発したことで知られている。
漢字を勉強したことがあり、来日した際のサインなどで、名前を「美流上位」と書いている。

## サン以前
ミシガン州デトロイトに生まれる。両親は学校教師。1971年にミシガン大学に入学、1975年に電気工学の理学士号を取得した。卒業後はカリフォルニア大学バークレー校に入学。1979年に電気工学と計算機科学の修士課程を修了している。バークレーでの指導教授はボブ・ファブリー。
同校は1974年に AT&T からライセンスを取得し UNIX の導入を始めており、折良く入学してきたジョイは早速 UNIX の改良に取りかかった。ファブリーの Computer Systems Research Group (CSRG) でジョイはBerkeley Software Distribution (BSD) 開発のまとめ役として働いた。BSD UNIXからはFreeBSD、NetBSD、Tru64、OpenBSD、SunOS/Solarisなどが生まれている。AppleのmacOSもBSDをベースとしている。
ジョイの最大の貢献としてはviエディタとCシェル (csh) の開発がある。ジョイのプログラマとしての才能は伝説的であり、viをある週末だけで書き上げたと言われている。ジョイ自身はこれを否定している。他にも誇張された逸話がある。ノベルのCEOだったエリック・シュミットは、PBSのドキュメンタリーNerds 2.0.1でのインタビューで、ジョイがBSDカーネルを週末に1人だけで書き直したと述べたことがある。
Salonの記事によれば、1980年代初めごろDARPAはBolt, Beranek and Newman (BBN) がBSDにTCP/IP機能を追加する契約を結んだ。ジョイはBBNの開発したプロトコルスタックをBSDカーネルに組み込む作業を指揮するよう命令されたが、彼はBBNのTCP/IP実装を全く評価していなかったためそれを拒んだ。そこでジョイは独自の高性能TCP/IPスタックを書き上げた。ジョン・ゲージは次のように述べている。
BBNはTCP/IP実装という大きな仕事を請け負っていたが、BBNの実装はうまく動作せず、ジョイのものは動作した。そこで大きな会議が開かれ、Tシャツ姿の大学院生であるジョイがそこに出席し、BBN側が「君はこれをどうやって成し遂げたんだ?」とたずねた。ジョイは「簡単さ。プロトコルを読んで、コードを書いただけさ」と応えた。
ただし、当時BBNで働いていたロブ・ガーウィッツはこの話を否定している。

## サン
博士課程在学中の1982年にスコット・マクネリ、ビノッド・コースラ、アンディ・ベクトルシャイムらの創業したサン・マイクロシステムズに参画する。16番目の社員であったが、待遇は創業者と同じものであった。サン在籍中、彼は社内では特別といっていい扱いにあった。1988年の社内報的なビデオの中で、会長のスコット・マクネリが描いた同社の組織図において、ビル・ジョイは誰よりも（会長のマクネリよりも）上に位置し、ジョイの上司を示す矢印は上方向を指しているのみ、というものだったという（彼の上司は、ただ天のみ、という意と解されている）。
1986年、バークレーにおけるUnix開発での貢献に対してACMグレース・ホッパー賞を受賞。
サン・マイクロシステムズでは、NFS、SPARC プロセッサ、Java、Jini、JXTA の開発などで大きな役割を果たし、1997年には当時のアメリカ合衆国大統領であるビル・クリントンにより大統領直属情報技術諮問委員会の共同委員長に任命され、情報技術開発の国家指針策定にも参加した。
2003年9月9日、サンは彼の退職を発表し、「彼は今後どうするか考えているところで、今のところ何の計画もない」とした。

## サン以降
サン退職前の1999年、ジョイはサンの同僚アンディ・ベクトルシャイムらと共にベンチャーキャピタル HighBAR Ventures を創業している。2005年1月、クライナー・パーキンス・コーフィールド・アンド・バイヤーズ（KPCB。GoogleやAmazon.com等に出資していることで有名な米国の名門ベンチャーキャピタル）のパートナーに就任。主に再生可能エネルギー関連の新技術や起業家の発掘、支援に携わる。彼は「私の方法は、よいアイデアと思われるものを見て、それが本当だと仮定することだ」と述べたことがある。2011年、コンピュータ歴史博物館のフェローに選ばれた。

## テクノロジーへの懸念
2000年にはWIRED誌の4月号にWhy the future doesn't need us（何故未来は我々を必要としないのか）というエッセイを発表し、「ロボット工学や遺伝子工学、ナノテクノロジーといった21世紀の強力なテクノロジーが、人類の存在を脅かす」という警鐘を鳴らした。彼は近い将来、知的ロボットが人類に取って代わるだろうと主張。GNR (Genetics, Nanotechnology, robotics) テクノロジーについて、GNRを悪用しようとする側とそれを防ごうとする側で軍備拡張競争のような状態になるよりも、GNRテクノロジーそのものを放棄すべきだと主張している。ジョイの主張の多くについて、レイ・カーツワイルや他の者が反論している。
技術的特異点の提唱者であるレイ・カーツワイルとのテクノロジーについての議論で、ジョイの考え方が形成されていった。彼はエッセイの中で、その会話中まじめな科学者らがそのような事態が起こりうると考えていることに驚き、さらに不測の事態への備えがほとんど考慮されていないことに驚いたと記している。この話を何人かの知人にしたところ、多くの人がそのような未来がありうると考えたものの、ジョイが感じているような重大な懸念に誰も共感しなかったことでさらに驚かされたという。その懸念から彼はこの問題を深く考察し、科学界における考え方を調査し、現在の活動を始めるに至った。
それでも彼はベンチャー投資家であり、GNRテクノロジーへの投資も検討しないわけにはいかない。また、H5N1鳥インフルエンザや生物兵器などによるパンデミックの危険性に対処するベンチャー基金を立ち上げている。